# Minna Keene
Minna Keene, née Minna Bergmann le 5 avril 1861 à Arolson (Allemagne) et morte le 5 novembre 1943 à Oakville (Canada), est une photographe canadienne. Elle est la première femme a intégrer la Royal Photographic Society de Londres en 1908.

## Biographie
Née en Allemagne, Minna Keene déménage en Angleterre à la fin des années 1870 ou au début des années 1880. Elle travaille comme gouvernante, et rencontre Caleb Keene, artiste et décorateur avec qui elle se marie en 1887. Elle reçoit un appareil photo en cadeau, et apprend de manière autodidacte à l'utiliser. 
Minna Keene commence par photographier des natures mortes, des plantes et des oiseaux « dans le style pictoraliste en vogue à l'époque », caractérisé par des tons doux et un léger flou. La photographe protège ses travaux sous droits d'auteur auprès du Registre des libraires de Londres, qui sont par la suite reproduis dans des manuels de botanique ou d'ornithologie,. En 1903, elle fait paraître à compte d'auteur l'ouvrage Keene’s Nature Studies, composé notamment de natures mortes et d'études de plantes. Le livre, réédité à plusieurs reprises, devient une référence pour les artistes et les étudiants. 
Minna et Caleb Keene partent s'installer avec leurs deux enfants à Le Cap, en Afrique du Sud, en 1903. Elle y ouvre un studio photographique et entreprend de photographier la communauté aisée de la ville. Dans un type ethnographique propre de l'époque, Keene photographie également les musulmans d'Afrique du Sud et les populations subsahariennes, qu'elle diffuse sur des cartes postales « abondamment achetées par des Blancs des colonies européennes », adoptant ainsi les codes coloniaux d'usage.  
En 1908, elle devient la première femme à intégrer la Royal Photographic Society de Londres, et devient également membre du London Salon of Photography, où elle remporte le prix de la photographie de l'année pour le cliché de sa fille Violet intitulé Les Grenades.   
La famille Keene part s'installer au Canada en 1913, où Minna Keene fonde avec sa fille une nouveau studio photographique. Elle obtient un contrat de la part de la Canadian Pacific Railway qui lui commande une série de photographies des Rocheuses, traversées par la ligne de chemin de fer, afin de créer une campagne publicitaire,. Elle succède alors à William Notman qui, par le passé, avait obtenu ce contrat « convoité ».   

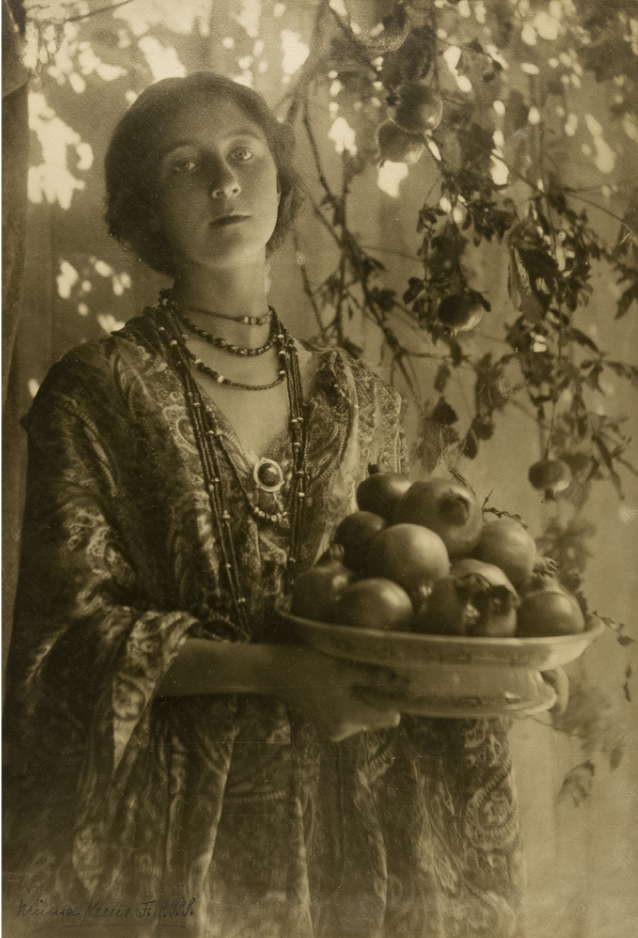
Grenades de Minna Keene (1910).

Elle ouvre différents studios au Canada, avant de s'installer définitivement à Oakville en 1922, où elle gère son entreprise jusqu'à sa mort. Son travail est exposé dans le monde entier, et Minna Keene occupe la dernière partie de sa vie à voyager et à donner de nombreuses conférences.  

## Postérité
Relativement oubliée après sa mort, l’œuvre de Minna Keene a été redécouverte lorsque ses archives sont récupérées par le Musée des beaux-arts du Canada, le Musée des beaux-arts de l’Ontario et le Ryerson Image Centre au cours du début du XXIe siècle.